# 핫식스
핫식스(HOT6ix, HotSix)는 롯데칠성음료에서 제조 및 판매하는, 고카페인 에너지 음료이다. 2010년 3월 4일 대한민국에서 첫 출시된 이후, 2011년 5월 리뉴얼을 통해 현재 젊은층과 수험생들을 중심으로 인기를 얻고 있다.

## 스폰서
- 2012 핫식스 글로벌 스타크래프트 II 리그 시즌 1
- 2012 핫식스 글로벌 스타크래프트 II 리그 시즌 2
- 2012 핫식스 글로벌 스타크래프트 II 리그 시즌 4
- 2012 핫식스 글로벌 스타크래프트 II 리그 시즌 5
- 핫식스 글로벌 스타크래프트 II 팀 리그 시즌 2
- 핫식스 글로벌 스타크래프트 II 팀 리그 시즌 3
- 2013 핫식스 글로벌 스타크래프트 II 리그 시즌 1 - 자유의 날개 기반 마지막 정규 리그였다.
- 핫식스 리그오브레전드 더 챔피언스 서머 2013 - 처음으로 LOL의 스폰서를 맡았다.
- 핫식스 리그 오브 레전드 챔피언스 스프링 2014
- 핫식스 리그 오브 레전드 챔피언스 서머 2014
- 2014 핫식스 글로벌 스타크래프트 II 리그 시즌 1
- 2014 핫식스 글로벌 스타크래프트 II 리그 시즌 2
- 2014 핫식스 글로벌 스타크래프트 II 리그 시즌 3
- 2015 핫식스 글로벌 스타크래프트 II 리그 시즌 3 - 군단의 심장 기반 마지막 정규 리그였다.
- 2016 핫식스 글로벌 스타크래프트 II 리그 시즌 1
- 2016 핫식스 글로벌 스타크래프트 II 리그 시즌 2
- 2017 핫식스 글로벌 스타크래프트 II 리그 시즌 1
- 2017 핫식스 글로벌 스타크래프트 II 리그 시즌 2